# Maniola chamyla
Maniola chamyla är en fjärilsart som beskrevs av Otto Staudinger och Hans Rebel 1901. Maniola chamyla ingår i släktet Maniola och familjen praktfjärilar. Inga underarter finns listade i Catalogue of Life.